# Imprimitura

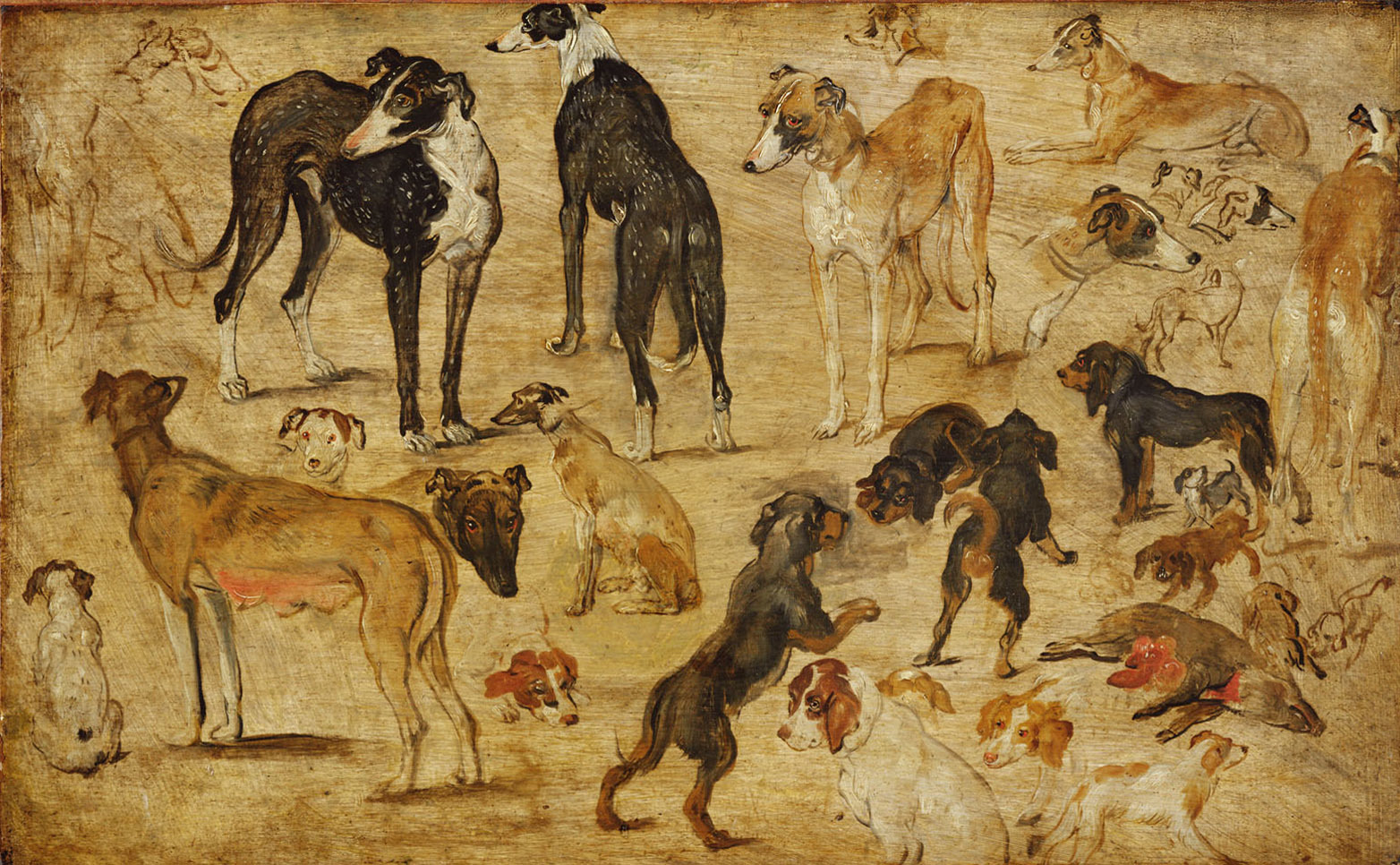
Jan Brueghel Starszy, Studium psów (malowane na imprimaturze)

Imprimitura (łac. imprimere – wciskać) – w malarstwie olejnym i temperowym cienka warstwa farby laserunkowej rozprowadzonej dużą ilością werniksu lub spoiwa wcierana w grunt malarski w celu zwiększenia izolacji warstwy malarskiej od podobrazia.
Imprimitury ze względu na zastosowanie naturalnych pigmentów, tzw. ziemie, miały zwykle ciepłe odcienie brązów i zieleni, od XVI w. przeważały imprimitury ciemne lub czerwonawe – bolusowe, szczególnie popularne we Włoszech i Niderlandach w XV–XVII wieku.
Imprimiturę nakładano zwykle po wykonaniu rysunku lub podmalówki pod przyszłe malowidło, dlatego pełniła dodatkowo funkcję ich utrwalacza.
Terminu imprimatura używa się obecnie na określenie każdej barwnej podmalówki.